# Neorhacodes brevicauda
Neorhacodes brevicauda là một loài tò vò trong họ Ichneumonidae.